# Vecernie
Vecernia sau înseratul ori vesperele (înv. vespearina), în liturgica creștină e una din cele șapte laude de peste zi.

## Terminologie
În greacă, numele slujbei e εσπερινός (hesperinos), iar în latină vesperæ, cuvinte de aceeași origine. 
În limba română s-a impus cuvântul "vecernie", din slavonă вечерь (veceri), însemnând "seară". Mai târziu, în cărțile de cult editate la Blaj, apare termenul "înserat", și, în fine, Dr. Badea Cireșanu semnalează forma "vespearină" în Tezaurul liturgic. În cărțile de cult romano-catolice românești s-a statornicit varianta "vespere", dublată în limbajul laic de adjectivul "vesperal", folosit ca antonim al lui "matinal".